# 조이 D. 비에이라
조이 D. 비에이라(Joey D. Vieira, 1944년 4월 8일~2025년 4월 7일)는 미국의 배우, 텔레비전 배우이다.

## 영화
- 드위곤스 앤 레프러콘 (2013년)
- 퓨얼 (2007년)
- 패트리어트 - 늪 속의 여우 (2000년) - 피터 하워드 역
- 미 앤더 갓 (1997년)
- 사랑, 사기 그리고 도둑 (1993년)
- 레드 히트 (1988년)
- 모나코 포에버 (1984년)
- 달려라 래시 (1954년)